# Ексабит
Ексабит се користи као јединица мере података у рачунарству и износи било 1000 или 1024 петабита, што зависно од интерпретације може да буде:
- 1.000.000.000.000.000.000 бита (1018, трилион) - по СИ систему
- 1.152.921.504.606.846.976 бита (260) - по „бинарним“ умношцима (ексбибит)